# Philippe Croizon
Philippe Croizon, född 1968, är en fransk idrottare och den första person utan armar och ben som har simmat över Engelska kanalen och kört Rally Dakar.

## Olycka
Hans armar och ben var tvungna att amputeras på grund av en allvarlig elchocksolycka som inträffade i mars 1994. Vid den tiden var Croizon anställd som stålarbetare vid gjuteriet i Poitou, 26 år gammal och gift, med en son; hans fru väntade ett andra barn. I sitt hem i Saint-Rémy-sur-Creuse, Vienne, när han stod på en metallstege på taket för att arbeta på en tv-antenn, fick Croizon en allvarlig elektrisk stöt från en högspänningsledning som jordades genom stegen, som han fastnade på. Tjugo minuter gick innan en granne kunde slå larm. Han lades in på sjukhus i Tours, där läkare tog bort hans vänstra arm ovanför armbågen, hans högra arm under armbågen och sedan hans högra ben ovanför knät. Kirurger hade trott att det vänstra benet kunde räddas, men när det också krävde borttagning rapporterade Croizon att han kände sig "förtvivlad".

## Dakar
Han deltog i 2017 års Dakar Rally med en modifierad bil och slutade på 48:e plats av 317 startande.

## Utmaning: Engelska kanalen

### Förberedelser
Under sin återhämtning på sjukhuset såg han ett tv-program om en kvinnlig kanalsimmare, som enligt Croizon inspirerade honom. Han började simma och tränade i över fem timmar per dag med Maritime Gendarmerie, den franska marinpolisen, i havet nära La Rochelle. Han prövade olika proteser avsedda för simning, med fenor fästa vid benstubbarna. En uppsättning specialdesignade proteser kostade 12 000 € och är gjorda av kol och titan.
Han skrev en bok med titeln J'ai décidé de vivre (Jag bestämde mig för att leva), med hjälp av ett tal-till-text- datorsystem. Han gjorde också ett fallskärmshopp.
Croizons förberedelser för kanal-simförsöket tog 35 timmar per vecka under två år; under hela träningsperioden fick han stödbrev från nationella politiker, inklusive dåvarande Frankrikes president Nicolas Sarkozy. Det var under denna period som han simmade från Noirmoutier till Pornic på mindre än fem timmar.

### Händelse
Lördagen den 18 september 2010, vid 42 års ålder, simmade han över Engelska kanalen på mindre än 14 timmar. Han gav sig av från Folkestone kl. 06:45 och anlände till Cap Gris Nez kl. 20:13, en sträcka på 21 miles (33,8 km).
Efter överfarten rapporterade han att han hade haft ont, men varit säker på att han skulle komma i mål.